# Liv Hewson
Liv Hewson (Camberra, 29 de novembro de 1995) é uma artista australiana, que ficou conhecida por interpretar Abby Hammond na série de televisão americana original da Netflix Santa Clarita Diet.

## Carreira
Em 2014, Hewson viajou para Los Angeles para participar de uma oficina de atuação. Em 2016, desempenhou o papel principal de Claire Duncan na série de fantasia da Dramaworld. Em 2017, estrelou o filme Before I Fall e teve papéis recorrentes na segunda série de Top of the Lake e na minissérie Marvel’s Inhumans. Atualmente trabalha no elenco regular da série Yellowjackets dando vida a Van e apresenta o podcast produzido pela Most (linha LGBT+ da Netflix) chamado The Homo Schedule (A agenda homo, em tradução livre) com sua colega de elenco Jasmin Savoy Brown.

## Filmografia

### Cinema
| Ano  | Título                              | Papel         | Notas          |
| ---- | ----------------------------------- | ------------- | -------------- |
| 2013 | Alfonso Frisk                       | Fenny Frisk   | Curta-metragem |
| 2015 | Survey Says                         | Hillary       | Curta-metragem |
| 2015 | So Romantic                         | Gurt          | Curta-metragem |
| 2016 | Lets See How Fast This Baby Will Go | Gloria        | Curta-metragem |
| 2017 | Before I Fall                       | Anna Cartullo | [ 3 ]          |
| 2018 | Puzzle                              | Nicki         |                |
| 2019 | Let It Snow                         | Dorrie        |                |
| 2019 | Bombshell                           | Lily          |                |

### Televisão
| Ano       | Título             | Papel               | Notas                              |
| --------- | ------------------ | ------------------- | ---------------------------------- |
| 2014      | I've Got No Legs   | Liv                 |                                    |
| 2014–2015 | Do You Mind?       | Gurt, Matilda, Lana | 3 episódios                        |
| 2016      | Dramaworld         | Claire Duncan       | 10 episódios                       |
| 2016      | The Code           | Elle                | Episódio: “Episode 6”              |
| 2017      | Top of the Lake    | Michaela            | 3 episódios; Personagem Recorrente |
| 2017–2019 | Santa Clarita Diet | Abby Hammond        | Elenco regular                     |
| 2017      | Marvel’s Inhumans  | Audrey              | 3 episódios; Elenco Recorrente     |
| 2021      | Yellowjackets      | Van                 | Elenco regular                     |